# Église Jésus-Ouvrier de Jarrie
L'église Jésus-Ouvrier de Jarrie est une ancienne église du XXe siècle, ancienne chapelle Saint-Paul, située sur la commune de Jarrie dans le département de l'Isère en France. Elle a été transformée en centre culturel en 2018.

## Localisation
Le bâtiment de l'ancienne église, transformé en espace culturel Paul Bernard, en 2018, est situé dans le quartier de Basse-Jarrie, en contrebas du bourg central au n°530, de la rue Benoît Duperrier.

## Description

### Intérieur
Le chemin de croix était composé de quatorze stations dessinées sur papier et peintes à la gouache dans un style figuratif, complétées de textes poétiques écrits par Luc Barbier qui s'est inspiré d'auteurs chrétiens tels que Charles Péguy, Paul Claudel ou Teilhard de Chardin. Le chemin de croix a été replacé dans l'église Sainte-Marie de Vizille.

## Historique
Remplaçant une modeste chapelle, l'église a été construite en 1936 et dédiée à « Jésus Ouvrier » en raison de la considération particulière durant cette époque des autorités catholiques pour la population ouvrière dans un contexte de luttes sociales. D’autres exemples dans le département de l'Isère ont été construits ou réaménagés dans ce contexte, à l'instar de l’église du Pont-de Beauvoisin ou de celle de Notre-Dame des Cités de Roussillon. En 2018, l'église, désacralisée, a été rachetée par la commune qui la transforme en centre culturel sous le nom de « Centre culturel Paul Bernard », en référence à un habitant de la commune mais qui, curieusement, rappelle également le nom du premier curé, le père Bernard (décédé en 1992), associé à celui de la première chapelle dédiée à l'apôtre Paul,.